# Pongah wanboo
Pongah wanboo är en insektsart som beskrevs av Otte, D. och R.D. Alexander 1983. Pongah wanboo ingår i släktet Pongah och familjen Mogoplistidae. Inga underarter finns listade i Catalogue of Life.